# Ornithidium simplex
Ornithidium simplex är en orkidéart som först beskrevs av John T. Atwood, och fick sitt nu gällande namn av Mario Alberto Blanco och Isidro Ojeda. Ornithidium simplex ingår i släktet Ornithidium och familjen orkidéer.
Artens utbredningsområde är Peru. Inga underarter finns listade i Catalogue of Life.